# KkStB 110 sorozat
A kkStB 110 sorozatú gőzmozdonyai gyorsvonati mozdonyok voltak. Ezt a típust a KsOd is beszerezte Ip. osztályjelzéssel.

## Létrejötte
A Császári és Királyi Osztrák Államvasutak (kkStB) gyorsvonatainak tömege a századfordulót követően jelentősen megnövekedett annyira, hogy azt a meglévő két kapcsolt kerékpárú, leginkább 2'B tengelyelrendezésű mozdonyok. A „6-os sorozatok”, azaz a 6, 106 és 206 sorozatú mozdonyok, különösen a nagyobb emelkedésű hegyi vonalakon továbbítani nem tudták. Ezek sem a tapadási tömegük, sem 800–900 lóerős kazánjuk nem volt elegendő, ezért három kapcsolat kerékpárú, legalább 1400–1500 lóerő kazánteljesítményű mozdony beszerzés vált szükségessé. Európában, de a Monarchia legtöbb vasútjánál is (például Déli Vasút, MÁV) 2'C tengelyelrendezésű mozdonyokkal (32f sorozat, illetve Ik. osztály igyekeztek a követelményeknek eleget tenni. A kkStB is szerzett be ilyen jellegű mozdonyt, a 9 sorozatot, azonban e meglehetősen szokatlan, belső hengeres típussal kedvezőtlen tapasztalatokat szereztek. Ezek miatt a neves osztrák mozdonyszerkesztő, Karl Gölsdorf egy Európában addig még nem alkalmazott az 1'C1' tengelyelrendezést (melyet Amerikában Prairie típusként jelöltek) választotta. Ez az elrendezés lehetővé tette, hogy a hátsó futókerékpár fölött egy igen széles, nagy alapterületű rostélyt helyezzen el, és a nagy szélső tengelytáv a kazán egyéb méreteinek növelését is biztosította. A szükséges gépezeti vonóerőt pedig négyhengeres kompaund gépezet alkalmazásával oldották meg.
Az első mozdony 1905-ben készült el a Floridsdorfi Mozdonygyárban és a 110.01 sorozatjelet és pályaszámot kapta és 1906-ban a milánói világkiállításon is bemutatták. A mozdony a Bécs–Sankt Pölten vasútvonal Purkersdorf–Rekawinkel közötti 13 km-es, 10‰-es emelkedőkkel tarkított szakaszán megtartott próbamenetek során 400 tonnás gyorsvonattal tartósan 55 km/h sebességgel haladt, a nagysebességű próbákon elérte a 118 km/h legnagyobb sebességet. A szép vonalvezetésű, jellegzetesen göldsdorfi típusjegyekkel rendelkező mozdony 1600 lóerős teljesítményével akkor a kontinens legerősebb három kapcsolt kerékpárú gyorsvonati mozdonyának számított. Még inkább elismerésre méltó ez az eredmény annak ismeretében, hogy a mozdony szolgálati tömege a 70 tonnát sem érte el, tengelyterhelése pedig mindössze 14,3 t volt. A mozdonyok a Monarchiában ekkor kötelező módon hadijelet is kaptak, mely ennél a típusnál {\displaystyle {\tfrac {\mathrm {III\ 375} }{\mathrm {A} _{1}}}} volt.

## Szerkezete
A 110 sorozatú mozdonyok tehát belső keretes, 1'C1' tengelyelrendezésű, azaz három, a keretbe ágyazott kapcsolt kerékpárral, valamint előttük és mögöttük egy-egy, a pályaívekbe beállni képes futókerékpárral készült négyhengeres kompaund, szerkocsis gőzmozdonyok voltak.

### Kazán
A 15 mm-es lemezekből álló porosz-, más néven Becker-rendszerű állókazánt a keretlemezek és a hátsó futókerékpár fölé emelve helyezték el, így szélessége alul tekintélyes, 2,1 m volt. Az állókazán hátfala a tömegcsökkentés miatt a függőlegestől eltérő szögben előre hajlott, a tüzelőajtó Marek-rendszerű volt. A két részből álló rostély így majdnem négyzet alakú, felülete pedig akkoriban igen nagynak számító 4,0 m² volt, esése .. lett. A hamuláda elejére és fenekére csappantyúkat szereltek, melyek közül az elölieket a mozdonysátorból rudazattal lehetett működtetni.
Az 1,71 m legnagyobb átmérőjű hosszkazánt három, 17 mm-es folytvas lemezekből álló övből szegecselték össze; a tengelye (középvonala) a sínkorona fölött 2,87 m magasan helyezkedett. A kazánt a szokásos módon a füstszekrény alatt, a füstszekrénytartónál rögzítették a kerethez, így hátrafelé dilatálhatott. Az osztrák mozdonyoknál szokásos módon a harmadik kazánövön, melynek átmérője hátrafelé kúposan növekedett, a harmadik kapcsolt tengely vonalában helyezték el a gőzdómot. A gőzdóm fedelére 2 db Coale-rendszerű közvetlen rugóterhelésű biztonsági szelepet szereltek és itt helyezték el a függőleges tolattyútükörrel készült kettős síktolattyús gőzszabályzót is, melynek szabályozó rudazatát a kazánon kívül, a hosszkazán jobb oldalán vezették el. Innen a gőz a szokásos módon a nagynyomású gőzhengerekhez áramlott. A gőzdómból cső vezetett az állókazán hátfalán kialakított és a lövettyűkhöz is. A gőzdómba vízelválasztót építettek.
A hosszkazánba, melynek első két öve 1,55 méter átmérőjű volt, 282 darab 48/53 mm átmérőjű, 5,2 méter hosszú folytvas tűzcsövet építettek. A magyar mozdonyoknál szokásos méreteknél rövidebb füstszekrényben helyezték el az amerikai rendszerű szikrafogót. A gőzfúvó csappantyús kivitelű volt.  A füstszekrényajtó az osztrák mozdonyoknál szokásos kétszárnyú kivitelű volt. A kazánt 2 db, a mozdonysátorban függőlegesen elhelyezett Friedmann-rendszerű ST. osztályú 9 mm-es furatú szívó, ún. „restarting” frissgőz-lövettyű táplálta vízzel, melyek közül a bal oldalinak 9 mm furata és 183 liter/perc teljesítménye, a jobb oldalinak 10 mm-es furata és 230 liter/perc teljesítménye volt.

### Gépezet
A megkívánt vonóerő és nagy sebesség miatt gépezet a kiegyenlítettebb futás érdekében négyhengeres kompaund kivitelben készült. Mind a négy hengert a vízszinteshez képest 1:8 hajlásszögben építették be, melynek oka, hogy a szélső tengelytáv korlátozottsága miatt az első futótengelyt nem lehetett a szükséges mértékben előretolni. A két nagynyomású hengert a keretlemezeken belül, míg a kisnyomásúakat a kereten kívülre szerelték, melyek a Borries-rendszernek megfelelően valamennyien a második kapcsolt kerékpárt hajtották. Az azonos oldalú hengerek forgattyúi egymással 180°-os szöget zártak be, továbbá a jobb oldali forgattyúkat (az idehaza alkalmazott megoldástól eltérő módon) az azonos (kívül, illetve belül elhelyezett) bal oldaliakhoz képest 90°-kal hátrébb ékelték a kerékpártengelyre (vagyis a bal oldaliak voltak előresietők).
A dugattyúrúd átmenő rendszerű volt; elöl a rúdvezeték nyitott hüvelyben futott. A dugattyúrudak tömszelencéi Huhn-rendszerű ólmos tömítéssel készültek. A keresztfejek egyvezetékesek voltak. A hajtó- és csatlórudak I alakú keresztmetszettel készültek.
A gőzhengerek üresjárati munkájának a hengerfedelekre, illetve az átömlőre ún. Ricour-szelepet szereltek. A mozdonyok gépezetét Gölsdorf-rendszerű indítókészülékkel is ellátták. 
A gőzhengerek külső beömlésű kagylós tolattyúkkal készültek, melyeket ellenforgattyús Heusinger–Walschaert-rendszerű vezérművek szabályoztak. A nagynyomású hengerek tolattyúit a kisnyomású hengerekkel azonos gerendelyről szabályozták, ez az egyszerű megoldás nagyjából azonos töltéseket adott mind a kis- mind a nagynyomású hengerekbe, ez azonban az ilyen, viszonylag nagy (1:2,93) hengertérfogat-viszonynál és nagy térfogatú receivernél nem okozott hátrányt. Az ellenforgattyú előremenetben a forgattyút közel 90°-kal megelőzi, más szóval a forgattyúhoz képest előresietőként ékelték föl. Ennek megfelelően előremenetben a lengőívkő a lengőív (kulissza) alsó részén helyezkedett el. A kormányvonórúd előremenetnél előre mozdult. A kormányvonórudat kormánycsavarral szabályozták.

### Keret, futómű, mozdonysátor
A 110-esek 1 820 mm futókör-átmérőjű, nikkelacél anyagú kapcsolt- és 1 034 mm átmérőjű futókerékpárokkal készültek. A belső hengerek miatt a hajtótengely ún. könyökös kivitelben készült A kerékpárok tengelyeit a hajtótengely kivételével a tengelyvonalban teljesen átfúrták. A könyökös hajtótengelynél tengelycsapok és forgattyúscsapokra került furat. A keret hátulsó részének tetejét a széles állókazán miatt mélyen kivágták. A hajtott tengelyágy-vezetékeket és a csapágyakat egyedi, olajjal átitatott kenőgyapot-, a futótengelyekét kenőpárnás kenéssel látták el. A belső elrendezésű, szegecseléssel készült keret két, egymástól 1,19 m távolságban lévő 28 mm vastag Martin-folytvaslemez hossztartóból állt, melyeket elöl a mellgerenda, hátul a kapocsszekrény kötött össze, közöttük belső hengeröntvény és még további, a kapcsolt tengelyek között elhelyezett, függőleges folytvaslemez-kereszttartók (ún. keretkötők) merevítettek ki. A hossztartók távolságát a futókerékpárok elmozdulásának megkönnyítésére elöl 70 mm-rel, hátul 90 mm-rel csökkentették. A mozdony jellegzetes gölsdorfi stílusjegye volt a masszív oldaljárda, mely a nagy átmérőjű kapcsolt kerekeket sárhányószerűen keretezte. A kapcsolt tengelyek távolsága a keretben azonos 1,95 méteres értékű volt. Az ívben futás megkönnyítésére a hajtótengely nyomkarimáját vékonyabbra esztergálták. A futótengelyeket Adams-rendszerű beálló tengelyekként képezték ki, melyek 1,8 méter sugáron tengelyirányban 42–42 (első futótengely), illetve 1,9 méter sugáron tengelyirányban 72–72 mm-t (hátsó futótengely mozdulhattak el. A beállótengelyek a hazai mozdonyoktól eltérően és az osztrák szokásoknak megfelelően visszaterelő rugók nélkül készültek. A kapcsolt kerékpárok hordrugóit a tengelyek alatt helyezték el. Az első futó- és az első kapcsolt-, illetve a hátsó két kapcsolt kerékpár rugóit himbák kötötték össze. .
A mozdonysátor jellegzetes, elegáns Gölsdorf-stílusban készült és rajta elöl egy-egy szögletes forgóablakot alakítottak ki, mely fölé védőernyőt szereltek, míg oldalra tolóablakok kerültek.

### Segédberendezések
A mozdonyra két  Hardy-rendszerű 1902. évi XVIII K 300 típusú légűrfékhengert szereltek. A féktuskók a mozdony hajtott kerékpárjait hátulról fékezték, míg a futókerékpárok fékezetlenek voltak. A féktuskónyomás a tapadási súly 60 %-a volt. A sebességet egy, a hátsó futókerékpárról meghajtott 12 másodperces Haushälter-rendszerű sebességmérő mérte. A gőzben lévő alkatrészek kenéséről két nyolcnyílású Friedmann-rendszerű dugattyús melegalkatrész-kenőszivattyú gondoskodott. Kedvezőtlen tapadási viszonyok esetén Gresham–Rihosek-rendszerű, gőzzel működtethető homokoló juttatott homokot a kapcsolt kerékpárok elé. A mozdonyokat hagyományos bajor rendszerű nagynyomású gőzfűtési berendezéssel látták el, Foster-rendszerű nyomáscsökkentő szeleppel kiegészítve.

### Szerkocsi
Mivel a kkStB ebben az időben nagyrészt még csak 15 méter átmérőjű fordítókorongokkal rendelkezett, ezért e nagy méretű és teljesítményű mozdonyt is rövid, háromtengelyes szerkocsival kellett beszerezni: a 110 sorozatú mozdonyokhoz a kkStB egyik szabványos háromtengelyes szerkocsitípusát, a 56 sorozatú szerkocsit kapcsolták. A külső keretes szerkocsi hossztartóit elöl a kapocsszekrény, hátul a vonószekrény kötötte össze. A tengelyek távolsága eltérő, az 1.–2. tengely között 1,7 m, a 2.–3. tengely között 1,5 méteres volt. A tengelyek rugózását laprugók biztosították, melyeket egymással nem kötöttek összes. A szögletes víztartály tetejének két oldalán Gölsdorf-rendszerű töltővályút alakítottak ki, ezek között, a tartályba előre benyúlva helyezkedett el a felülről nyitott szénférő. A szerkocsi minden kerékpárját egy oldalról, hátulról fékezték.

## Sorozatgyártás és további pályafutásuk
A kkStB 1905–1907 között összesen 18 db 110 sorozatú mozdonyt vásárolt a Floridsdorfi Mozdonygyártól.
1907-ben két mozdonyt, a 110.13–14 pályaszámúakat Gölsdorf–Clench-rendszerű gőzszárítóval látták el. E kivitelnél a tűzcsövek nem teljes hosszukban voltak gőztermelő csövek, hanem azokat egy harmadik, az elülső mögött 1,3 méterre lévő csőfal két részre osztotta. A hátulsó csőfalközben a tűzcsöveket a szokásos módon víz borította, az elöli térbe azonban a gőzdómban összegyűlt telített gőz került, melynek hőmérsékletét a tűzcsövekben áramló füstgáz kb. 30–40 °C-kal megemelte, nedvességtartalmát csökkentette. Ezt az elülső teret egy (a hosszkazán-hasfalig le nem érő) függőleges válaszfal két részre osztotta, melyek között alul a gőz szabadon áramolhatott. A gőzszárító tetején két nagyméretű, fedelekkel elzárt búvónyílást alakítottak ki, az elsőt a gőzszabályozó szereléséhez, a hátsót a tűzcsövek vizsgálatához, javításához. A két mozdony új pályaszámokat is kapott, immár a 110.500–501 pályaszámokat viselték. Ebből a kivitelből 1908–1909-ben még 17 db épült, melyek a 110.502–518 pályaszámokon álltak forgalomba. Az utolsó hat mozdonyt a Bécsújhelyi Mozdonygyár készítette.
A mozdonyok a Bécs–Salzburg vonalon 340, a Salzburg–Innsbruck vonalon 210, a Tauernbahnon 175, míg a Selzthal–St. Michael–Klagenfurt vonalon 270–300 tonnás vonatokat továbbítottak. A 110 sorozat volt az első típus, mely mozdonyváltás nélkül futotta be a 314 km hosszú Bécs–Salzburg viszonylatot és többek között az Orient expresszt is továbbította.
A típus rövid ideig a vasút galíciai vonalain is közlekedett, majd onnan az egykori Franz-Josephs-Bahnra (FJB) kerültek át. A mozdonyok honállomása az alábbiak szerint alakult:
- 5 db Wien II (FJB),
- 9 db Salzburg
- 12 db Knittelfeld,
- 9 db Villach.

A salzburgi mozdonyok a Salzburg–Wörgl és a Salzburg–Innsbruck, a knittelfeldiek Amstettenig és Pontafelig (Pontebba), míg a villachiak a Tauernbahnon keresztül Salzburgig közlekedtek.
A Tauernbahnon közlekedő vonatok tömegének növekedése hamarosan meghaladta az itt szolgálatot teljesítő 110.500 sorozatú mozdonyok teljesítőképességét, ezért hamarosan 30, majd 180 sorozatú mozdonyokkal előfogatolták a vonatokat.
A mozdonyok könyökös tengelyei az üzemben számos gondot okoztak: repedéseik miatt a mozdonyok hajtótengelyeit többször is cserélni kellett. Amennyiben a 10 sorozatnál kipróbált háromrészes tengelyeket építették be, a kerékvázak és az ellensúlyok is cserére szorultak. Az igénybevétel és a karbantartási költségek csökkentése, valamint a kormányvonórúd meghibásodásai miatt a mozdonyok engedélyezett legnagyobb sebességét 80 km/órára mérsékelték. A 310 sorozatú mozdonyok forgalomba állításával a mozdonyok 1914-re Salzburgon és Villachon kívül Wien NW, Linz, Bischofshofen, Wörgl és Landeck fűtőházakhoz kerültek. Az első világháború alatt – pályafutásuk csúcsaként – a 910 sorozattal közös fordában a Balkánvonatot továbbították a Wien NW–Tetschen (ma: Děčín) közötti 458 km-es szakaszon: a hét órás út során sem mozdonyt, sem személyzetet nem cseréltek. A „hosszútávfutó” mozdonyok egy részéhez ekkor 86 sorozatú négytengelyes szerkocsit kapcsoltak.
A gőzszárítók a 110.500 sorozatú mozdonyokban sem váltak be. Rendszeresen a kazán túlterhelését okozta, ezen kívül a tűzcsövek cseréje és a köztes csőfalba való hézagmentes rögzítése nehézkes volt. A használat során a kezdeti alacsonyabb tüzelőanyag-fogyasztás is fokozatosan megnőtt. Ezért a gőzszárítókat a mozdonyokból fokozatosan kiszerelték; 1917-re már csak három gőzszárítós példány maradt. Az átalakítás ellenére a mozdonyok pályaszáma nem változott.
Az első világháború után az összes példány a BBÖ-höz került, ahol megtartották a korábbi pályaszámaikat. A hatásfok javítására a sorozat mozdonyaira Dabeg-rendszerű tápvíz-előmelegítőt szereltek. A nagy méretű, ekkorra már meglehetősen gazdaságtalannak számító típus selejtezése 1929-ben kezdődött, majd az 1930-as évek közepén felgyorsult: az Anschluss idejére már csak öt mozdony maradt állagban. A megmaradt példányok a DRB-nél a 35 001–005 pályaszámokat kapták. A második világháborút négy példány élte túl, az Osztrák Szövetségi Vasutak még három példányt sorozott be az állományába a DRB-nél viselt pályaszámukkal. A mozdonyokat 1952-ben selejtezték, így az ÖBB 1953-as számozási rendszerébe már nem kerültek át.

## A Déli Vasútnál
A Déli Vasút (SB/DV) összesen 14 db 110 sorozatú mozdonyt szerzett be, melyek az 1301–1314 pályaszámokat kapták. A mozdonyok közül 3 db-ot, az 1308–1310 pályaszámúakat gőzszárítóval szállították. Az SB/DV 110-eseit Marburg a.d. Drauba (Maribor) állomásították, ahonnan Mürzzuschlagba, Nagykanizsára, a Puster-völgyön át Lienzbe, Bruck an der Muron és Leobenen át St. Michaelig, illetve Laibachba közlekedtek. Ez utóbbitól Triesztig a vonatokat a vasút 109 sorozatú mozdonyai továbbították.
Az első világháborút követően valamennyi déli vasúti 110-es Jugoszláviában maradt. A Jugoszláv Államvasutak a mozdonyokat a sorozatjel változatlanul tartásával 110-001–014 pályaszámokkal vette állagba. Pályafutásuk az 1930-as években ért véget, a második világháború kitöréséig az összeset selejtezték.

## A Kassa–Oderbergi Vasút szolgálatában

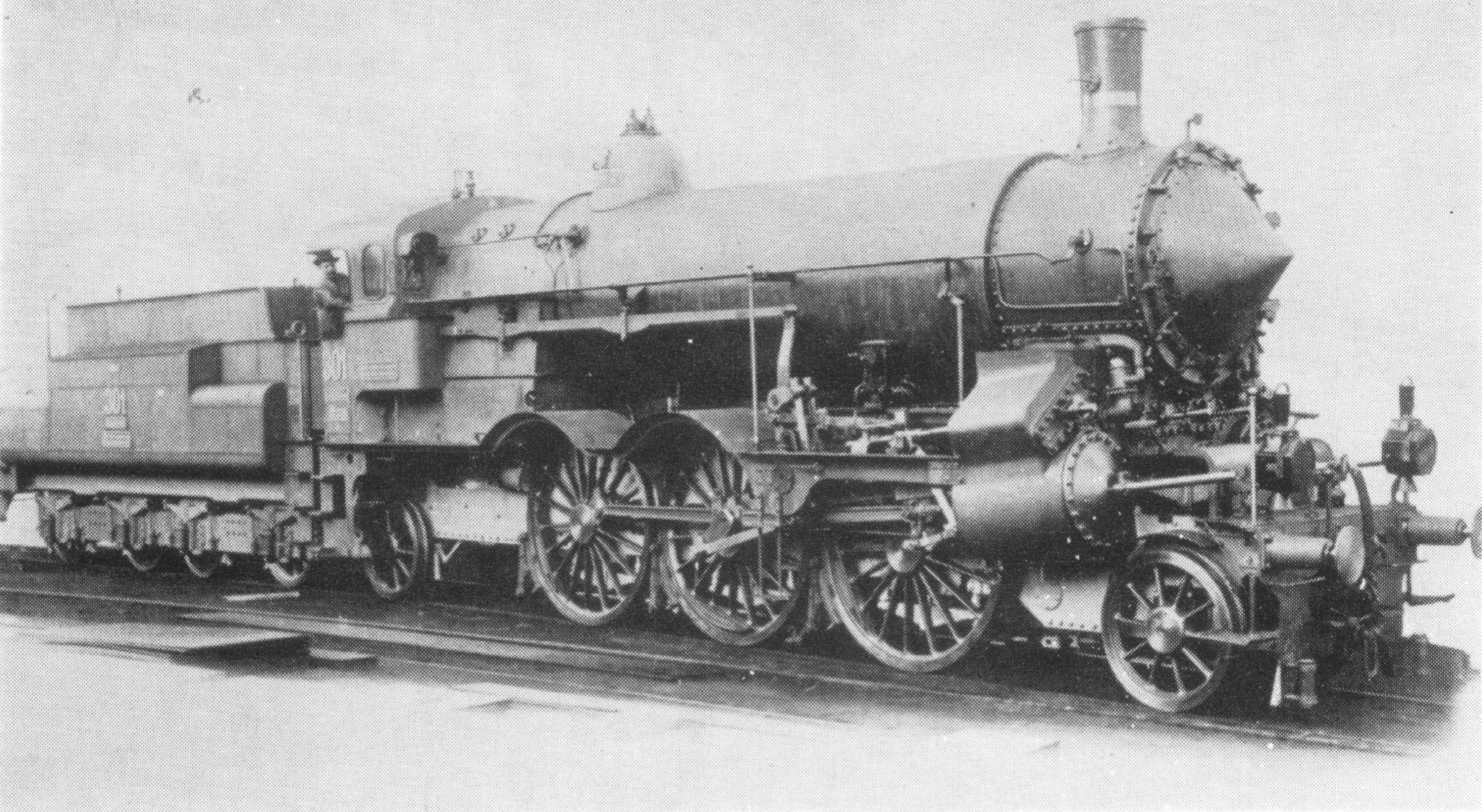
A KsOd Ip. osztályú 301 pályaszámú mozdonya

A Kassa–Oderbergi Vasút személyszállító vonatait a századfordulót követő első évekig az I. és Ia. osztályú, 2'B tengelyelrendezésű mozdonyok továbbították. A kezdetben 4-5 kéttengelyes kocsiból álló 80 tonnás vonatok tömege a forgalom növekedésével, valamint a századfordulótól beszerzett, nagyobb holttömegű, de nagyobb utazási komfortot biztosító négytengelyes kocsik forgalomba állításával annyira megnőtt, hogy rendszeresen két-két ilyen mozdonyt kellett az immár 220-280 tonna tömegű vonatok továbbítására felhasználni. A nagyobb emelkedésű vonalakon előfogatként a IIIq. osztályú C tengelyelrendezésű mozdonyokat kellett igénybe venni. Az amúgy is gazdaságtalan előfogatolás mellett ez utóbbi típus nagyobb sebességeknél a pályát is túlságosan igénybe vette.
A probléma megoldására a KsOd a 110 sorozattal azonos mozdonyok beszerzése mellett döntött. Az akkori előírások figyelembe vételével a mozdonyok legalább egy részét hazai gyáraktól kellett beszerezni, ezért 1908-ban 5-5 darabot vásárolt a Magyar Királyi Állami Vasgyáraktól, ahol a típus a 80{\displaystyle {}^{1}} szerkezetszámot kapta és a Floridsdorfi Mozdonygyártól.
Az Ip. osztály 301–310 pályaszámon üzembe helyezett járművek néhány részletükben eltértek a kkStB és az SB/DV 110-eseitől: a KsOd-nál alkalmazott rendszernek megfelelően a mozdonyok a légűrfék helyett Westinghouse-rendszerű légnyomásos fékkel készültek. A füstszekrényajtónál az osztrák kétszárnyú kivitel helyett a korszak magyar gyorsvonati mozdonyaira oly' jellemző egyszárnyú, kör alakú, kúpos toldattal ellátott típust alkalmazták, melynek zárása a pereménél körben elhelyezett kallantyúkkal történt. Tekintettel arra, hogy a KsOd nagyobb átmérőjű fordítókorongokkal rendelkezett, a mozdonyokhoz a kétforgóvázas, négytengelyű, a kkStB-nél a 86 sorozatszámot viselő szerkocsikat szállították.
A járművek a Budapest–Érsekújvár–Pozsony vonalon megtartott próbák során 108 km/h legnagyobb sebességet értek el és 500 tonnás vonatot sík pályán 85 km/h, míg 6,5‰-es emelkedőn 55 km/h sebességgel továbbítottak. A Zsolnára állomásított mozdonyok a pálya megerősítéséig az első időkben csak az Oderberg–Igló szakaszon közlekedhettek és a szerkocsik 21 m³-es víztartályát is csak 14 m³ vízzel tölthették meg. Később, a hidak és átereszek megerősítése után a mozdonyok a teljes, Kassáig tartó szakaszt bejárhatták. A mozdonyok rendes gyorsvonati terhelése 220, személyvonati terhelése 250 tonna volt.
A nagy teljesítményű mozdonyokból 1909-ben a Bécsújhelyi Mozdonygyár újabb öt, végül 1912-ben Magyar Királyi Állami Vasgyárak még három darabot szállított. Ezek a mozdonyok a 311–318 pályaszámokat kapták. E mozdonyoknál a vezérművet kissé megerősítették, az utolsó példányoknál pedig a hengereknél az előli nyolc tömszelencét zárt hüvellyel pótolták. A futóhidak között elhelyezett, nehezen hozzáférhető és kis esésű homoktartályt az utolsó három mozdonynál a hengerkazán hátsó övén elhelyezett hengeres tartállyal pótolták.

### Üzemük a KsOd-nál
A homokot kezdetben a fékezőszelepről vett levegővel segítették a kerékpárokhoz, azonban a folyamatos levegőveszteség miatt ezt kúpkerekes kézi adagolásúra alakították át. A KsOd üzemében az állókazán hátfalán elhelyezett kényes szívó kivitelű lövettyűk nem váltak be, ezért ezeket később a hosszkazán eleje alatt elhelyezett 2 db ASZ típusú (a jobb oldali 9, a bal oldali 11 mm nyílású) nem szívó ún. restarting lövettyűvel pótolták. A hazai szenek minőségére tekintettel a rostély hátsó harmadát buktathatóvá alakították. A keresztfejet egyvezetékes, felül zárt kivitelűre alakították. A könyökös tengelyek problémái a KsOd mozdonyainál is jelentkeztek, ezen kívül a mozdonyszemélyzet körében népszerűtlen volt a nehezen hozzáférhető belső gépezet és a gondos kenés ellenére gyakrabban fordult elő a belső ágyak hőnfutása. Az Ip. osztályú mozdonyok legnagyobb sebességét osztrák társaikkal szemben a kezdettől 80 km/órában állapították meg.
Tekintettel arra, hogy a KsOd fővonalán áthaladó Berlin–Budapest gyorsvonatok tömege az 1910-es évek közepén 300-350 tonnára nőtt, az Ip. osztályú mozdonyok teljesítménye is kevéssé vált. A mozdonyok átalakítása túlhevítős kivitelre a bonyolult gépezet miatt drágának ígérkezett és az első világháború kitörése miatt nem is került rá sor. Átmeneti megoldásként a hordrugók átmérlegelésével a kapcsolt kerékpárok tengelyterhelését 15-15,5 tonnára növelték meg, így a mozdonyok vonóereje kismértékben megnőtt. Megnyugtató megoldást azonban csak a négy kapcsolt kerékpárú It. osztályú mozdonyok beszerzése jelentett.

### Pályafutásuk az első világháború után
A trianoni békeszerződés nyomán a KsOd vonalai és járműállománya teljes egészében Csehszlovákiához került, majd 1921-ben a társaságot államosították. A ČSD az első években a korábbi sorozat- és pályaszámokon üzemeltette a járműveket. A Monarchia vasúttársaságai járműparkjának végleges felosztása után, 1925-ben bevezetett jelölési rendszernek megfelelően a mozdonyokat és szerkocsijukat külön-külön sorozat- és pályaszámmal látták el: az Ip. osztályú mozdonyokat a Csehszlovák Államvasutak 354.901–18 pályaszámokkal sorozta be állagába az eredeti pályaszámuk sorrendjében, míg a szerkocsik sorozatjele és pályaszáma 621.101–18 lett.
A nagy teljesítményű, de bonyolult gépezetű, telített gőzű mozdonyokat a ČSD 1929. és 1938. között kéthengeres iker-túlhevítős kivitelűre építtette át. A ČKD által elvégzett átalakítás során a bonyolult síktolattyús négyhengeres kompaund gépezetet megszüntették, helyette két 570 mm átmérőjű, vízszintes elrendezésű, belső beömlésű dugattyús tolattyús hengereket szereltek a kapcsolt kerékcsoport elé. A vízszintes elrendezésű hengerek miatt az első futókerékpárt 450 mm-rel előrébb tolták és ennyivel nőtt a mozdony szélső tengelytávja is. A vezérművet szintén áttervezték. A kazánba a ČSD 365.2 sorozattal azonos méretű kisfüstcsöves túlhevítőt építettek: a gőz hőmérsékletének növeléséről 110 db 70/76 mm méretű füstcső és az abba nyúló túlhevítőelemek gondoskodtak. A gőznyomás 15 bar-ról 13 bar-ra csökkent. A füstszekrényre új, ČSD-mintájú kémény került. A füstszekrényajtót a csehszlovák szabványos, központi zárású, enyhén domború kivitelre cserélték le. A 90 km/órára emelt legnagyobb sebességű mozdonyok eredetileg tervezett új sorozatjele 364.2 lett volna, azonban a tengelyterhelés megnövekedése miatt végül az új pályaszáma (szintén az eredeti számozás mentén) 365.301–18-ra változott. A hatodik mozdonytól kezdve az átépítést a ČSD česká třebovái műhelye végezte. A konstrukció is módosult: a fűtőfelület kismértékben, a hengerátmérő 540 mm-re csökkent, a gőznyomás újra 15 bar-ra nőtt. https://img.index.hu/imgfrm/9/5/7/5/IMG_0001119575.jpg
Csehszlovákia szétesése után a mozdonyok kivétel nélkül a Szlovák Államvasutakhoz (SŽ) kerültek, változatlan sorozat- és pályaszámmal. Az utolsó példány átalakítására is már ebben az időszakban került sor. A mozdonyok a Kassa–Zsolna és a Pozsony–Zsolna vonalakon közlekedtek. A második világháború után 365.3 sorozatú mozdony az újjáalakult ČSD állományába került vissza. A jól sikerült átépítésnek köszönhetően az utolsó példányt csak 1964-ben vonták ki a forgalomból. Hat példányt még néhány évig guruló fűtőkazánként használtak.

## Összehasonlító táblázat
| 0                               | 1 | 2 | 3                                                                                | 4                                                       |
| ------------------------------- | --- | --- | -------------------------------------------------------------------------------- | ------------------------------------------------------- |
| Pályaszám                       | kkStB 110.01–12 kkStB 110.15–18 SB/DV 1301–1307 SB/DV 1311–1314 BBÖ 110.01–12 BBÖ 110.15–18 SHS 1301–1307 SHS 1311–1314 JDŽ 110-001–002 JDŽ 110-004–007 JDŽ 110-011–014 DRB 35 001–003 ÖStB 35 001 ÖStB 35 003 ÖBB 35 001 ÖBB 35 003 | kkStB 110.13–14 kkStB 110.502–518 kkStB 110.500–501 SB/DV 1308–1310 BBÖ 110.500–518 SHS 1311–1314 JDŽ 110-011–014 DRB 35 004–005 ÖStB 35 004–005 ÖBB 35 005 | KsOd Ip 301–318 ČSD Ip 301–318 ČSD 354.901–18 SŽ 354.913                         | ČSD 365.301–12 ČSD 365.314–18 SŽ 365.301–18 ČSD 365.313 |
| Gyártó                          | WLF, Floridsdorf | WLF, Floridsdorf; Lf. v. Sigl, Bécsújhely | Magyar Kir. Áll. Vasgyárak, Budapest; WLF, Floridsdorf; Lf. v. Sigl, Bécsújhely; | –                                                       |
| Gyártásban                      | 1905–1908 | 1906–1909 | 1908–1912                                                                        | –                                                       |
| Selejtezés                      | ÖBB: 1952-ig JDŽ: 193.-ig | ÖBB: 1952-ig JDŽ: 193.-ig | –                                                                                | ČSD: 1964-ig                                            |
| Szerkezetszám                   | | | 80.                                                                              | –                                                       |
| Darabszám                       | kkStB: 18 db SB/DV: 11 db | kkStB: 17 db SB/DV: 3 db | KsOd: 18 db                                                                      |                                                         |
| Jelleg                          | 1'C1'–n4v | 1'C1'–t4v | 1'C1'–n4v                                                                        | 1'C1'–h2                                                |
| Legnagyobb sebesség             | 90 km/h | 90 km/h | 85 km/h                                                                          | 90 km/h                                                 |
| Ütközők közötti hossz           | 18 048 mm | 18 048 mm | 20 190 mm                                                                        | 20 473 mm                                               |
| Hossz                           | 11 813 mm | 11 813 mm | 11 813 mm                                                                        | 12 096 mm                                               |
| Össztengelytávolság             | 9 490 mm | 9 490 mm | 9 490 mm                                                                         | 9 940 mm                                                |
| Tengelytávolság szerkocsival    | 14 582 mm | 14 582 mm | 16 808 mm                                                                        | 17 258 mm                                               |
| Üres tömeg                      | 61,8 t | 63,47 t | 62,78 t                                                                          | ..                                                      |
| Szolgálati tömeg                | 69,1 t | 69,4 t | 70,18 t                                                                          | 73,8 t                                                  |
| Szolgálati tömeg szerkocsival   | 108,3 t | 108,6 t | 120,18 t                                                                         | 123,78 t                                                |
| Tapadási tömeg                  | 42,9 t | 42,9 t | 42,86 t                                                                          | 45,0 t                                                  |
| Legnagyobb tengelyterhelés      | 14,4 t | 14,3 t | 14,38 t                                                                          | 15,0 t                                                  |
| Fékek típusa                    | légűr Hardy-rendszerű 1902. típusú önműködő gyorsfék | légűr Hardy-rendszerű 1902. típusú önműködő gyorsfék | légnyomásos, Westinghouse-rendszerű önműködő                                     | Westinghouse/ Božič                                     |
| Átmenő fék                      | légűr Hardy-rendszerű 1902. típusú önműködő gyorsfék | légűr Hardy-rendszerű 1902. típusú önműködő gyorsfék | légnyomásos, Westinghouse-rendszerű önműködő gyorsfék                            | Westinghouse/ Božič                                     |
| Hengerek száma                  | 4 | 4 | 4                                                                                | 2                                                       |
| Hengerek átmérője               | – | – | –                                                                                | 570 mm 540 mm                                           |
| Nagynyomású hengerek átmérője   | 370 mm | 370 mm | 370 mm                                                                           | –                                                       |
| Kisnyomású hengerek átmérője    | 630 mm | 630 mm | 630 mm                                                                           | –                                                       |
| Túlhevítés                      | – | Gölsdorf–Clench-gőzszárító | –                                                                                | Schmidt-rendszerű, kisfüstcsöves                        |
| Gőznyomás                       | 15 bar | 15 bar | 15 bar                                                                           | 13 bar 15 bar                                           |
| Tűzcsövek száma                 | 282 db | 272 db | 282 db                                                                           | 58 db 54 db                                             |
| Füstcsövek száma                | – | – | –                                                                                | 110 db                                                  |
| Füstcsövek belső/külső átmérője | – | – | –                                                                                | 70/76 mm                                                |
| Csőfűtőfelület                  | 244,15 m² | 175,7 m² | 244,15 m²                                                                        | 186,6 m² 183,6 m²                                       |
| Túlhevítőfelület                | – | 58,9 m² | –                                                                                | 79,8 m²                                                 |
| Gépezeti vonóerő                | 95,63 kN | 95,63 kN | 95,63 kN                                                                         | 98,35 kN 101,85 kN                                      |
| Tapadósúlyból számított vonóerő | 67,34 kN | 67,34 kN | 67,27 kN                                                                         | 70,63 kN                                                |
| Szerkocsi típusa                | 56 | 56 | Ip.                                                                              | 621.1                                                   |
| Szerkocsi szolgálati tömege     | 39,2 t | 39,2 t | 50 t                                                                             | 50 t                                                    |
| Vízkészlet                      | 16,75 m³ | 16,75 m³ | 21,0 m³                                                                          | 21,0 m³                                                 |
| Tüzelőanyagkészlet              | 8,6 m³ | 8,6 m³ | 9,0 m³                                                                           | 9,0 m³                                                  |